# Abrö
Abrö (estniska: Abruka, tyska: Abro) är en ö i Ösels kommun i landskapet Saaremaa (Ösel) i Estland. Den är en 9,28 km². Ön ligger i Rigabukten, 4 km söder om Ösels sydkust och 190 km sydväst om huvudstaden Tallinn. Byn på ön hade 16 bofasta invånare (2011). Till byn räknas även de mindre omgivande öarna Vahase i väster och Kasselaid i öster samt Linnusitamaa och Kirjurahu i sydöst. 
Öns högsta punkt är 9 meter över havet. Den sträcker sig 6,5 kilometer i nord-sydlig riktning, och 3,5 kilometer i öst-västlig riktning. Abrö trafikeras dagligen med båt från Kuressaare, som avgår från hamnen i Roomassaare. Abrös norra udde benämns Pöörna säär, i öster ligger uddarna Risti nina och Limbi nina, sydudden heter Pitkanina och den västliga benämns Vaherahu nukk. 

## Historia
En hästavelsgård på ön tillhörande biskopsdömet Ösel-Wiek omnämns med det tyska namnet Abro i medeltida skriftliga källor. 1937 bildades ett naturreservat på ön för att skydda den för trakten unika lövskogen. Det äldsta huset på ön inrymmer idag ett hembygdsmuseum.
På ön finns ett minnesmärke över fem öbor som omkom i Estoniakatastrofen 1994.

## Galleri

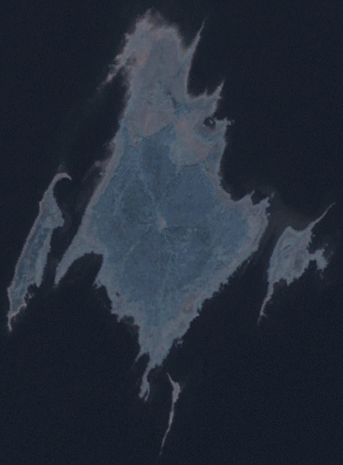
Satellitbild på Abrö och grannöarna Vahase i väster, Kasselaid i öster och Linnusitamaa i sydöst.
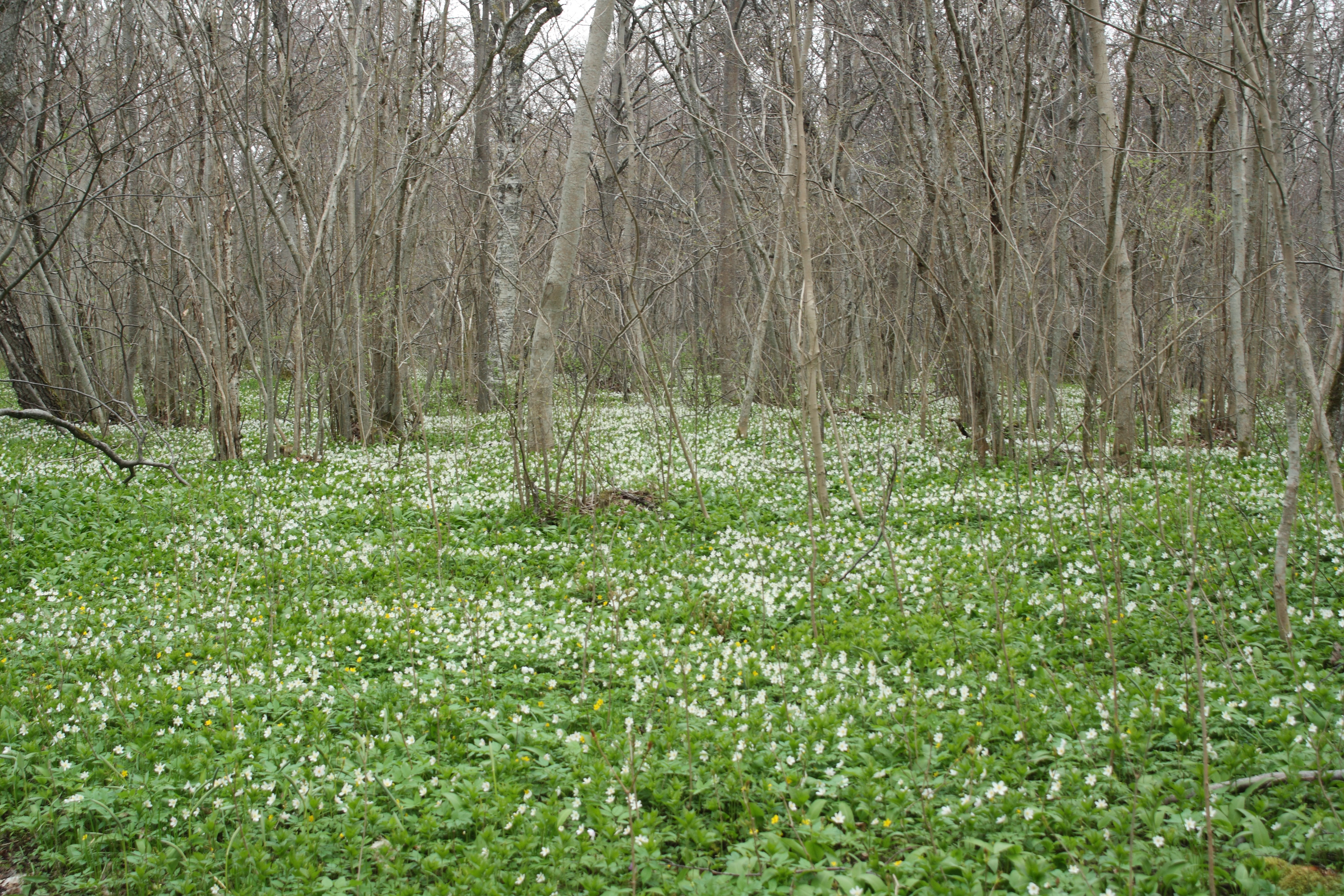
Lövskog på Abrö (vår).
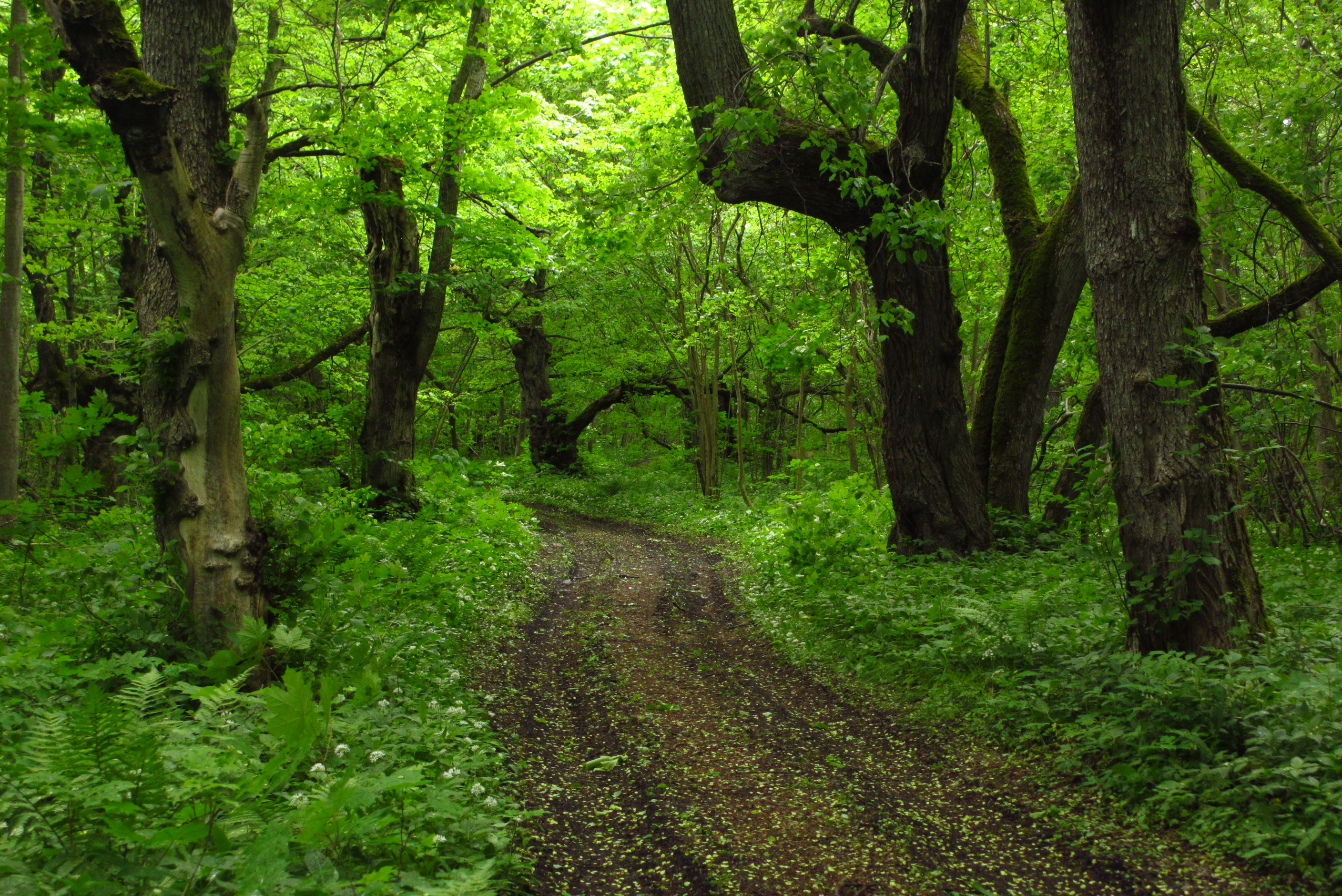
Lövskog på Abrö (juni).
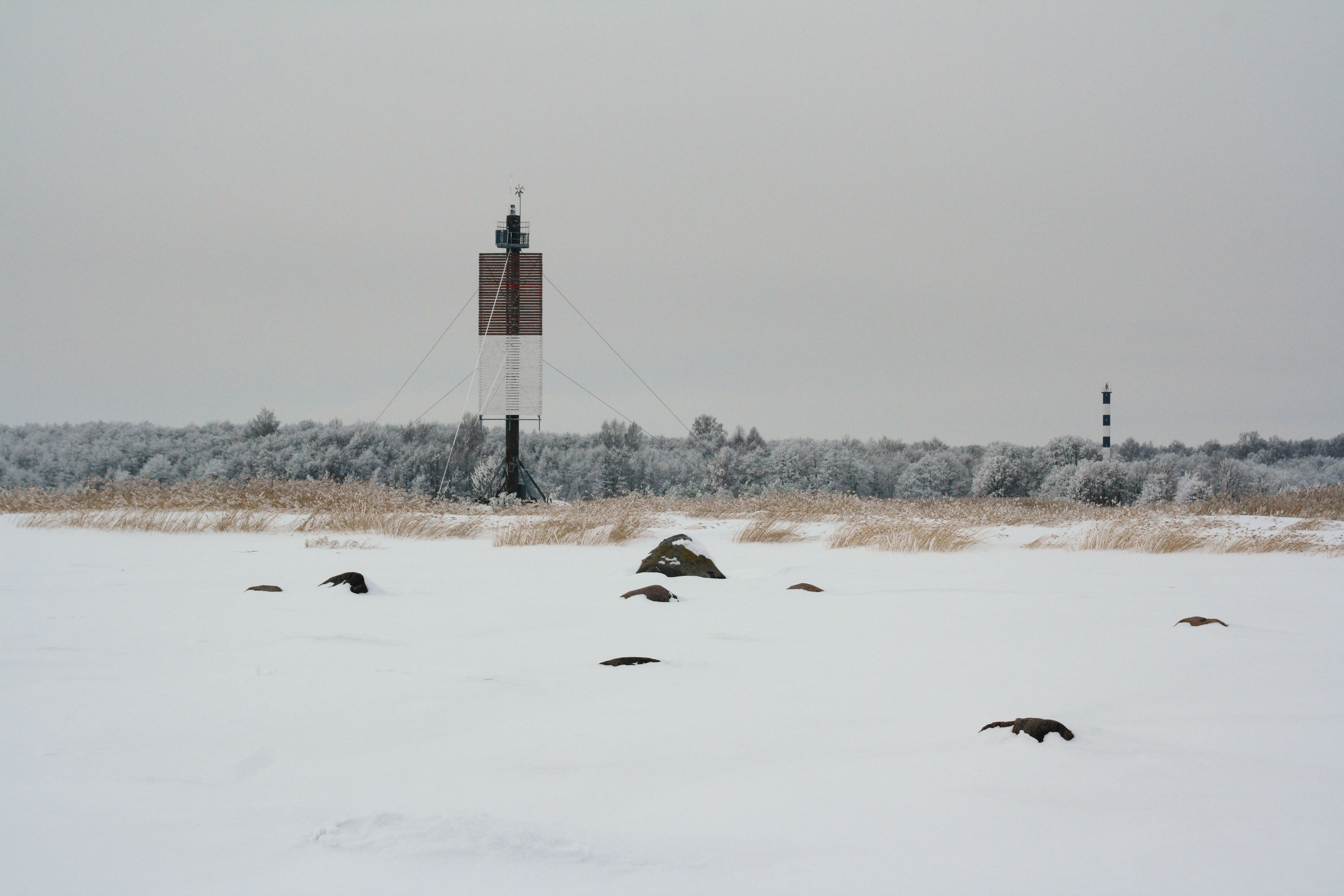
Abröns två fyrar.

## Fotnoter
1. ↑  ”Officiell statistik: EELIS”. Arkiverad från originalet den 7 november 2017. https://web.archive.org/web/20171107032339/http://loodus.keskkonnainfo.ee/eelis/default.aspx?state=19;425849249;est;eelisand;;&comp=objresult=saar&obj_id=-1649798949. Läst 19 september 2017.
2. ↑  Estländsk befolkningsstatistik
3. ↑  Pöörna säär hos Geonames.org (cc-by); post uppdaterad 2012-01-19; databasdump nerladdad 2015-09-05
4. ↑  Pitkanina hos Geonames.org (cc-by); post uppdaterad 1995-04-01; databasdump nerladdad 2015-09-05